# Zamora de Hidalgo
Zamora de Hidalgo (eller Zamora, i vardagligt tal) är en stad i västra Mexiko och är belägen i delstaten Michoacán de Ocampo. Staden grundades 1574 och är uppkallad efter den spanska staden Zamora.

## Stad och storstadsområde
Staden hade en beräknad folkmängd av 131 918 invånare 2009, med totalt 176 426 invånare i hela kommunen. Storstadsområdet, Zona Metropolitana de Zamora-Jacona, består av två kommuner och hade totalt 241 511 invånare 2009.